# Philodicus chinensis
Philodicus chinensis är en tvåvingeart som beskrevs av Ignaz Rudolph Schiner 1868. Philodicus chinensis ingår i släktet Philodicus och familjen rovflugor. Inga underarter finns listade i Catalogue of Life.